# Station Vorst-Oost
Station Vorst-Oost (Frans: Forest-Est) is een spoorweghalte langs spoorlijn 124 (Brussel - Charleroi) in de Brusselse gemeente Vorst (België).
In 1993 sloot het loket.

## Galerij

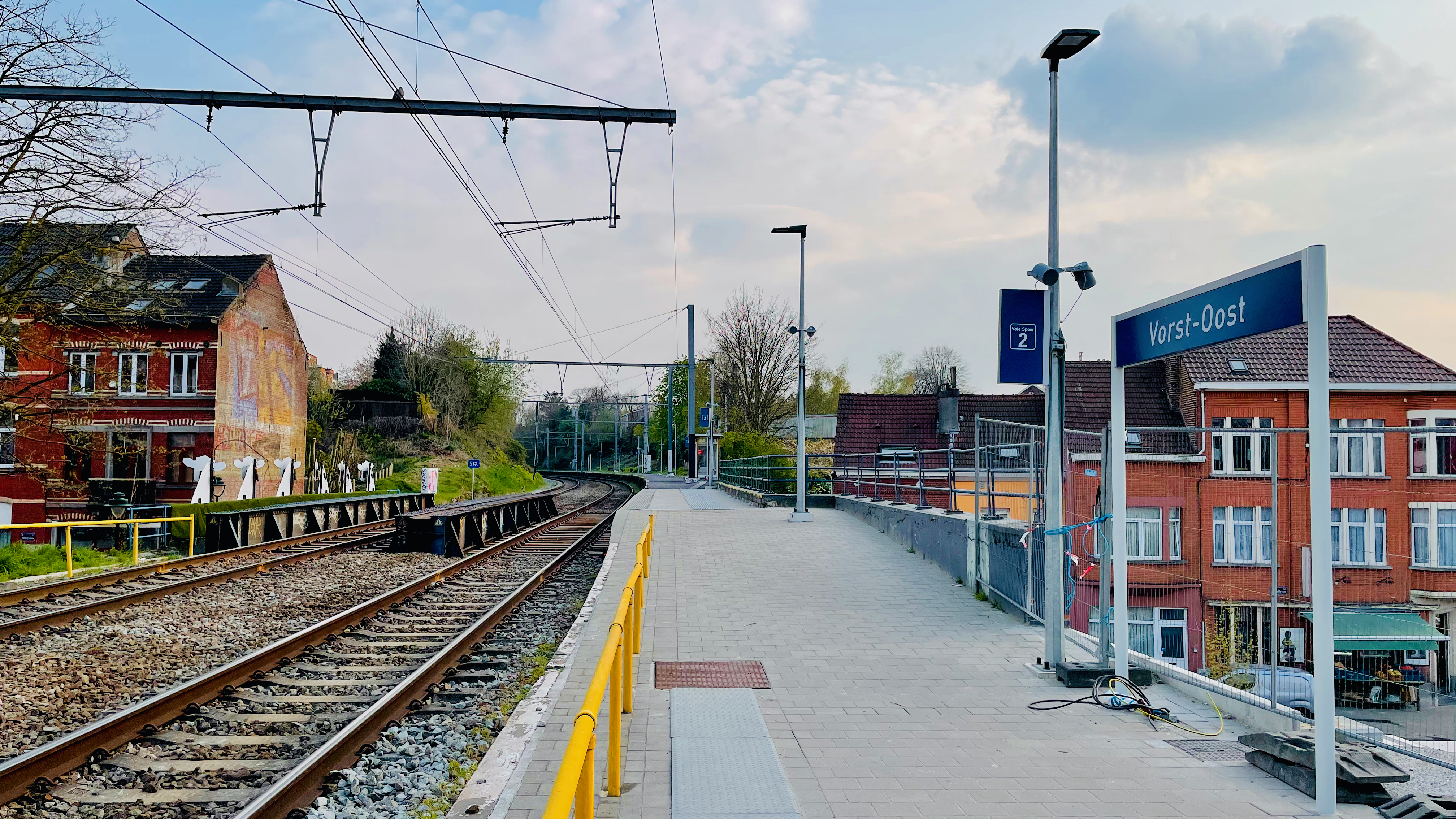
Zicht op perron 2
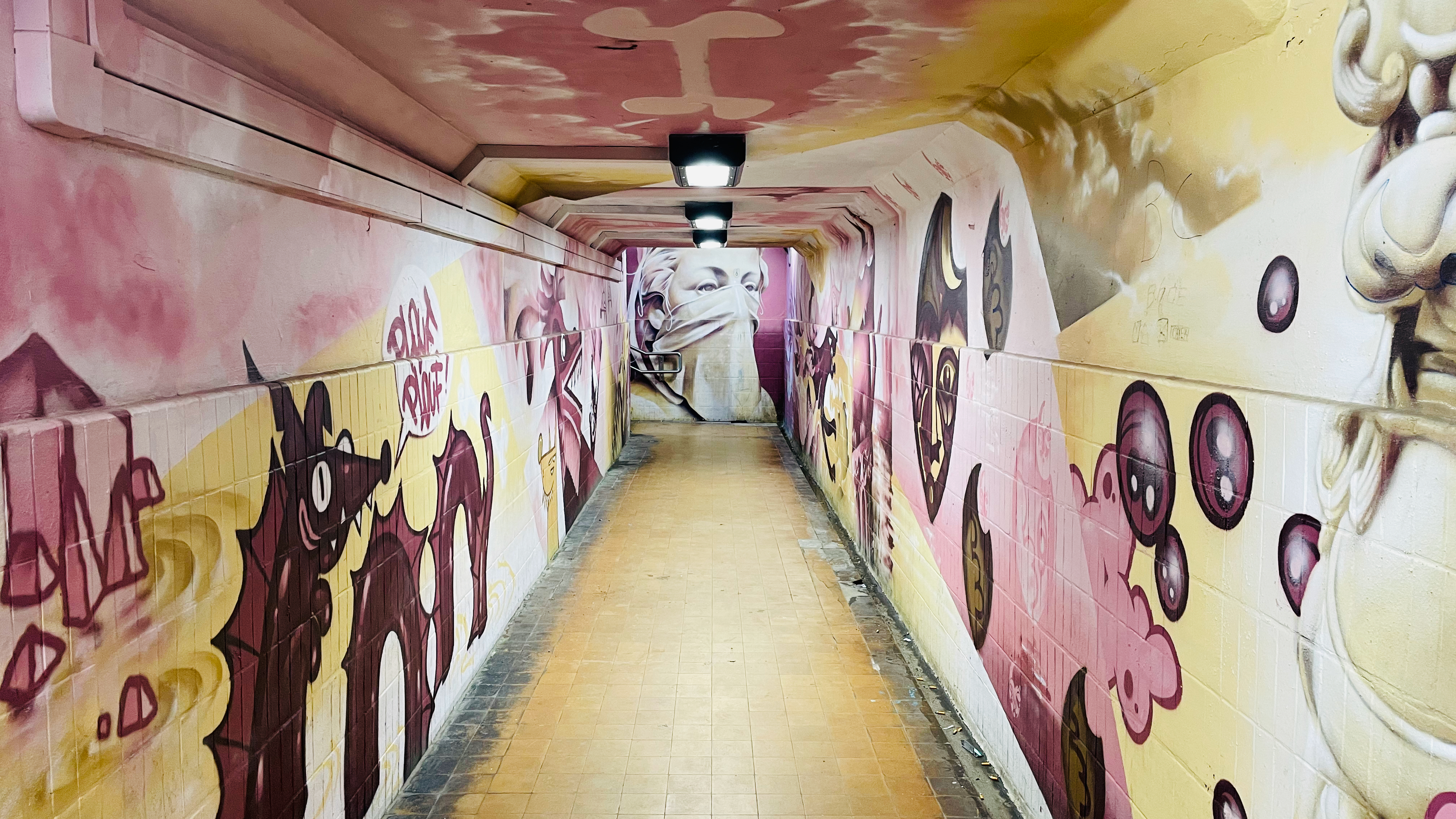
De reizigerstunnel onder de sporen
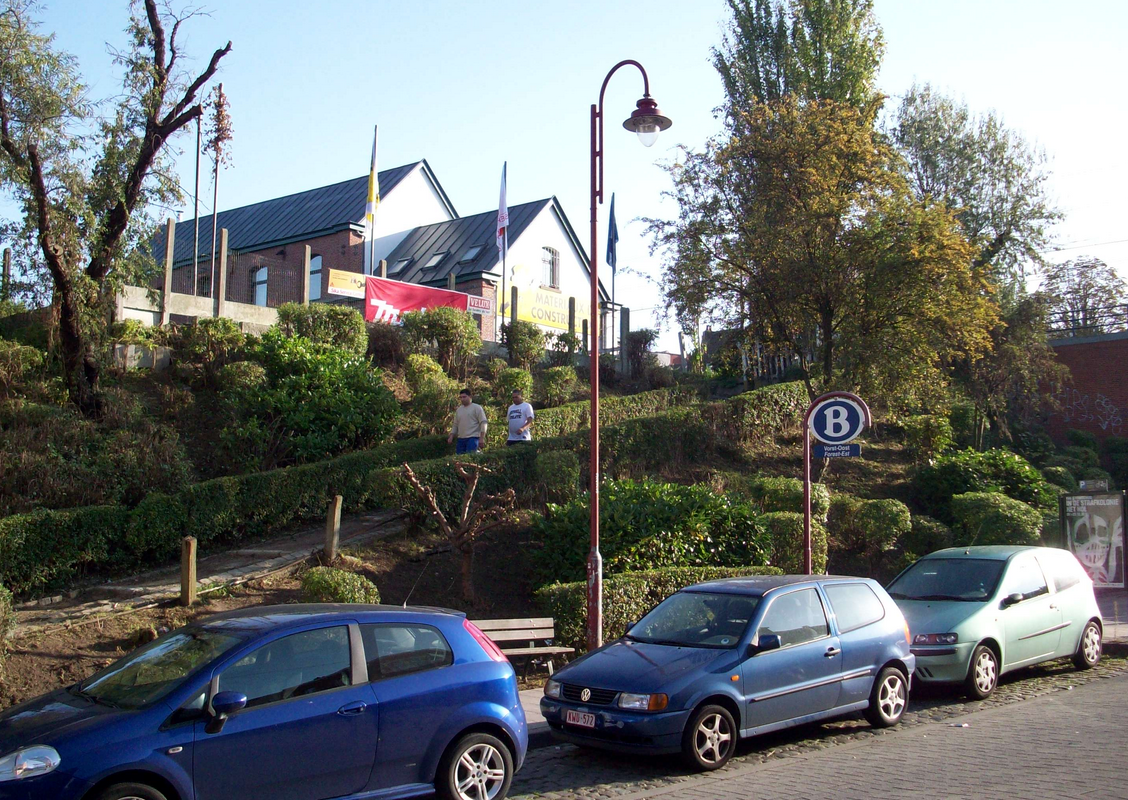
Station gezien van straat
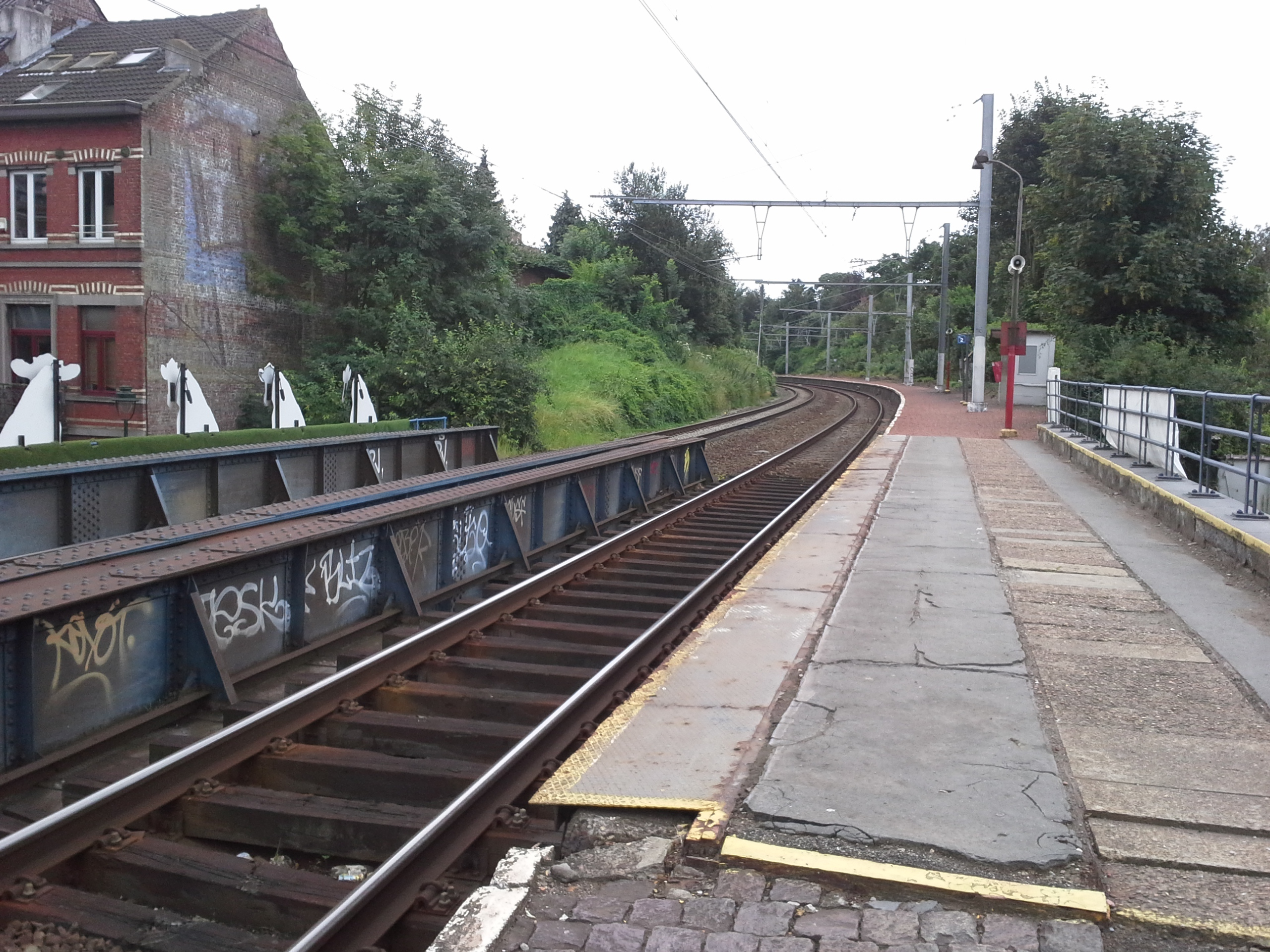
Perron
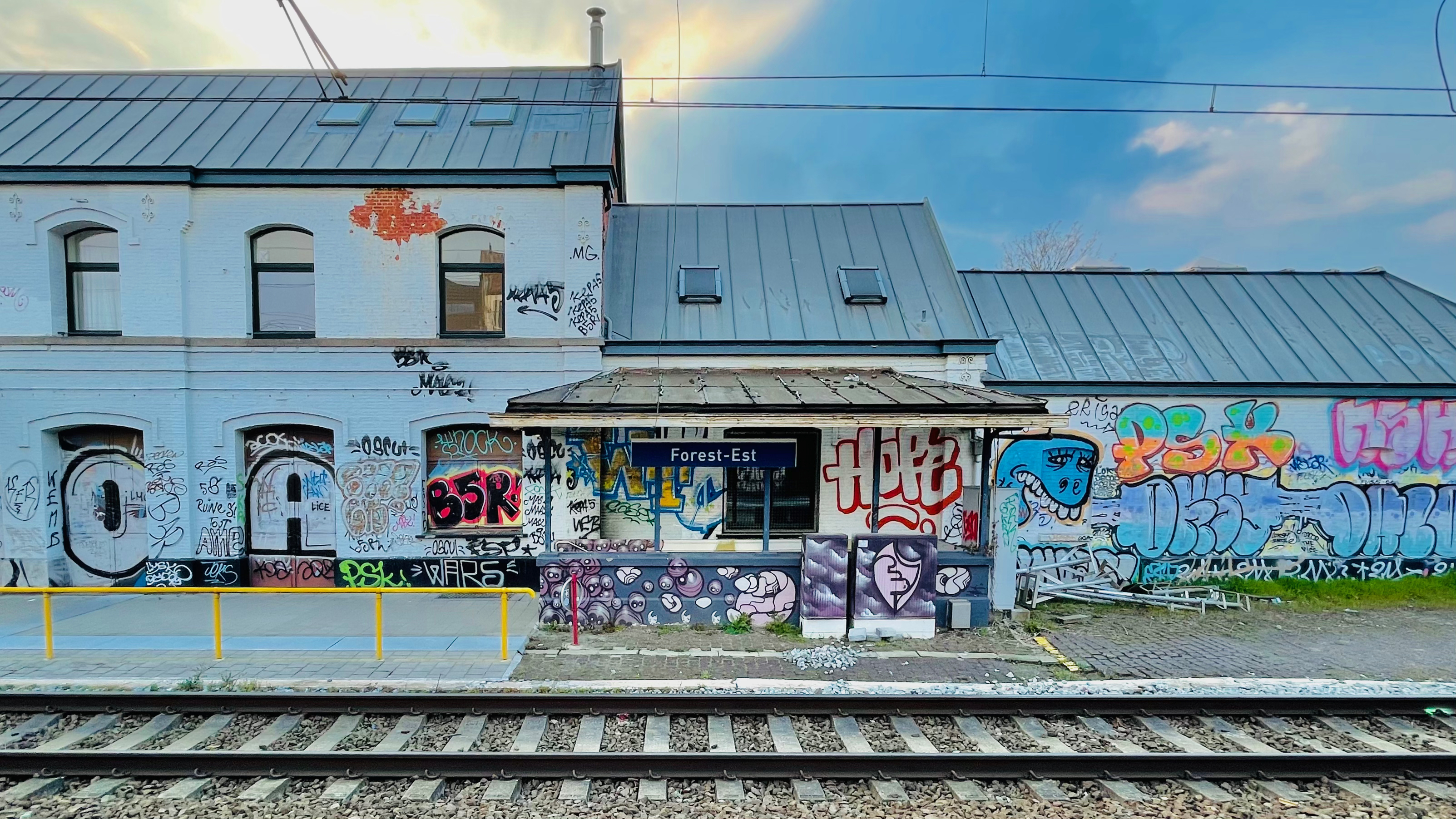
Stationsgebouw
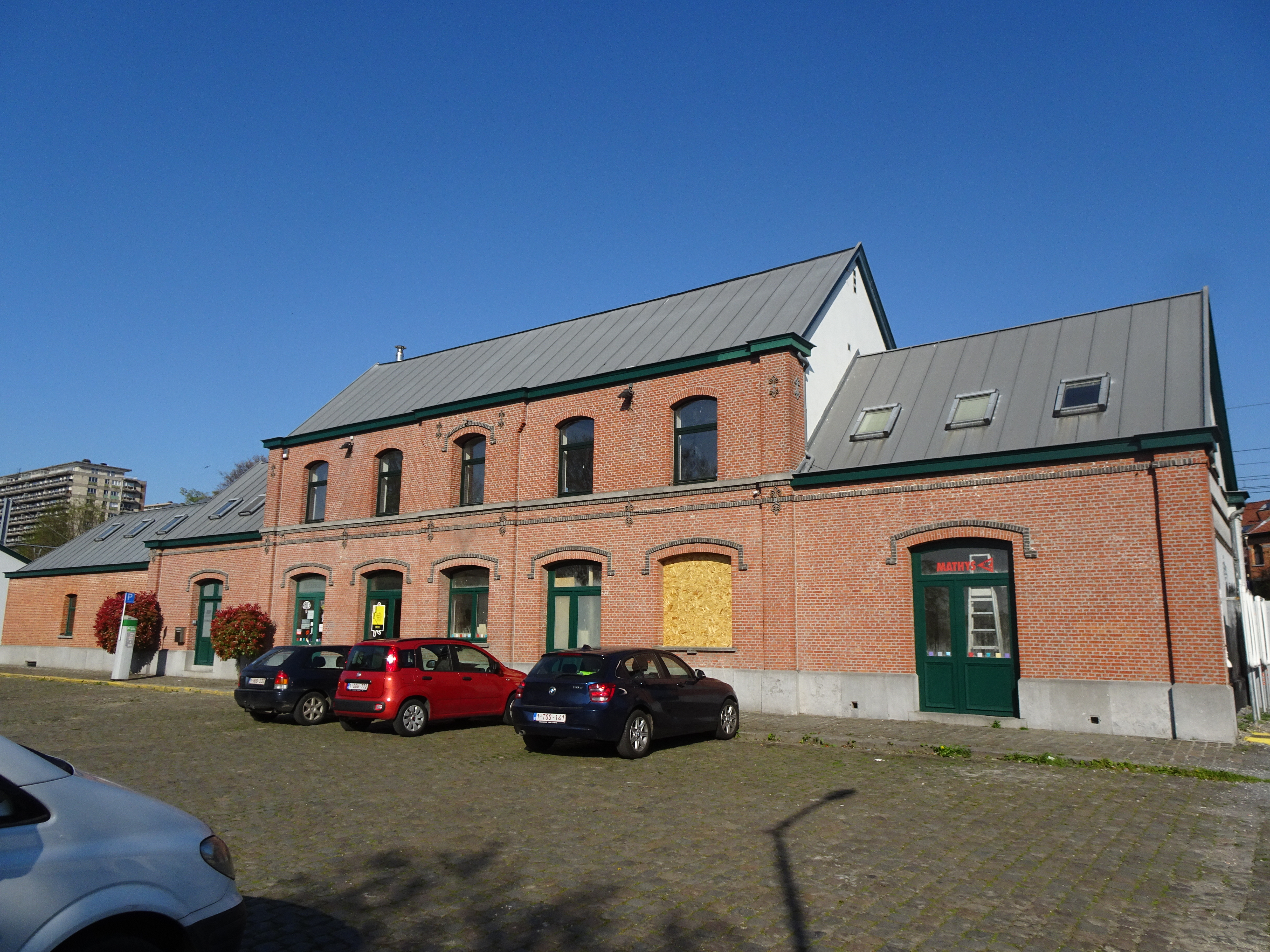

## Treindienst
| Serie | Treinsoort             | Route                                                                                    | Bijzonderheden |
| ----- | ---------------------- | ---------------------------------------------------------------------------------------- | --- |
| S 1   | S-trein Brussel (NMBS) | Charleroi-Centraal – /Nijvel – Vorst-Oost – Brussel-Zuid – Mechelen – Antwerpen-Centraal | Op zondag een deel Brussel-Noord - Nijvel en een deel Brussel-Zuid - Antwerpen-Centraal. Tijdens de week eerste en laatste ritten van/naar Charleroi-Centraal. |

## Bus
Er is een aansluiting met drie buslijnen van de MIVB:
|  | 52 - Vorst-Nationaal - Sint-Denijs - Union - Bareel - Hallepoort - Centraal Station                        |
|  | 54 - Bervoets - Sint-Denijs - Albert - Ma Campagne - Fernand Cocq - Naamsepoort - Troon                    |
|  | 74 - Station Ukkel-Stalle - Vorst Nationaal - Vaartdijk - Veeweide - Erasmus Ziekenhuis - Clémence Everard |

## Reizigerstellingen
De grafiek en tabel geven het gemiddeld aantal instappende reizigers weer op een week-, zater- en zondag.
| Tabel: aantal instappende reizigers station Vorst-Oost | Tabel: aantal instappende reizigers station Vorst-Oost | Tabel: aantal instappende reizigers station Vorst-Oost | Tabel: aantal instappende reizigers station Vorst-Oost |
|                                                        | Weekdag                                                | Zaterdag                                               | Zondag                                                 |
| ------------------------------------------------------ | ------------------------------------------------------ | ------------------------------------------------------ | ------------------------------------------------------ |
| 1977                                                   | 1 101                                                  | 128                                                    | 140                                                    |
| 1978                                                   | 1 052                                                  | 139                                                    | 155                                                    |
| 1979                                                   | 858                                                    | 112                                                    | 66                                                     |
| 1980                                                   | 677                                                    | 94                                                     | 64                                                     |
| 1981                                                   | 740                                                    | 127                                                    | 93                                                     |
| 1982                                                   | 611                                                    | 87                                                     | 65                                                     |
| 1983                                                   | 561                                                    | 99                                                     | 59                                                     |
| 1984                                                   | 343                                                    | 122                                                    | 90                                                     |
| 1985                                                   | 299                                                    | 84                                                     | 111                                                    |
| 1986                                                   | 239                                                    | 65                                                     | 75                                                     |
| 1987                                                   | 273                                                    | 58                                                     | 50                                                     |
| 1988                                                   | 222                                                    | 65                                                     | 62                                                     |
| 1989                                                   | 306                                                    | 73                                                     | 67                                                     |
| 1990                                                   | 311                                                    | 85                                                     | 38                                                     |
| 1991                                                   | 256                                                    | 90                                                     | 59                                                     |
| 1992                                                   | 257                                                    | 80                                                     | 72                                                     |
| 1993                                                   | 245                                                    | 83                                                     | 69                                                     |
| 1994                                                   | 208                                                    | 69                                                     | -                                                      |
| 1995                                                   | 277                                                    | 79                                                     | 45                                                     |
| 1996                                                   | 284                                                    | 68                                                     | 41                                                     |
| 1997                                                   | 224                                                    | 88                                                     | 56                                                     |
| 1998                                                   | 223                                                    | 60                                                     | 53                                                     |
| 1999                                                   | 238                                                    | 90                                                     | 64                                                     |
| 2000                                                   | 298                                                    | 152                                                    | 56                                                     |
| 2001                                                   | 294                                                    | 122                                                    | 104                                                    |
| 2002                                                   | 233                                                    | 79                                                     | 50                                                     |
| 2003                                                   | 250                                                    | 77                                                     | 116                                                    |
| 2004                                                   | 312                                                    | 119                                                    | 61                                                     |
| 2005                                                   | 288                                                    | 69                                                     | 50                                                     |
| 2006                                                   | 298                                                    | 94                                                     | 80                                                     |
| 2007                                                   | 283                                                    | 102                                                    | 120                                                    |
| 2008                                                   | -                                                      | -                                                      | -                                                      |
| 2009                                                   | 265                                                    | 89                                                     | 61                                                     |
| 2010                                                   | -                                                      | -                                                      | -                                                      |
| 2011                                                   | -                                                      | -                                                      | -                                                      |
| 2012                                                   | 194                                                    | 89                                                     | 47                                                     |
| 2013                                                   | 235                                                    | 71                                                     | 52                                                     |
| 2014                                                   | 224                                                    | 86                                                     | 82                                                     |
| 2015                                                   | 154                                                    | 96                                                     | 95                                                     |
| 2016                                                   | 196                                                    | 75                                                     | 67                                                     |
| 2017                                                   | 209                                                    | 77                                                     | 48                                                     |
| 2018                                                   | 486                                                    | 100                                                    | 77                                                     |
| 2019                                                   | 439                                                    | 351                                                    | 82                                                     |
| 2020                                                   | 261                                                    | 152                                                    | 54                                                     |
| 2021                                                   | -                                                      | -                                                      | -                                                      |
| 2022                                                   | 825                                                    | 318                                                    | 194                                                    |
| 2023                                                   | 951                                                    | 309                                                    | 91                                                     |
| 2024                                                   | 951                                                    | 666                                                    | 283                                                    |